# Ibn as-Saghir
Ibn as-Saghir (àrab: إبن الصغير, Ibn aṣ-Ṣaḡīr) fou un historiador magrebí nascut a Tahert, autor d'una crònica dels imams rustúmides de Tahert que és el document més antic sobre els ibadites. El llibre es va escriure probablement vers el 903.